# Outlaws of Cherokee Trail
Outlaws of Cherokee Trail è un film del 1941 diretto da Lester Orlebeck.
È un film western statunitense con Tom Tyler, Bob Steele e Rufe Davis. Fa parte della serie di 51 film western dei Three Mesquiteers, basati sui racconti di William Colt MacDonald e realizzati tra il 1936 e il 1943.

## Produzione
Il film, diretto da Lester Orlebeck su una sceneggiatura di Albert DeMond (basata sui personaggi creati da William Colt MacDonald), fu prodotto da Louis Gray per la Republic Pictures e girato a Santa Clarita in California.

## Distribuzione
Il film fu distribuito negli Stati Uniti dal 10 settembre 1941 al cinema dalla Republic Pictures.

## Promozione
La tagline è: "FOR LOVE AND JUSTICE The Three Mesquiteers riding hard...fighting for right among lawless men...giving protection to the girl of their choice!".